# آبسلانگ

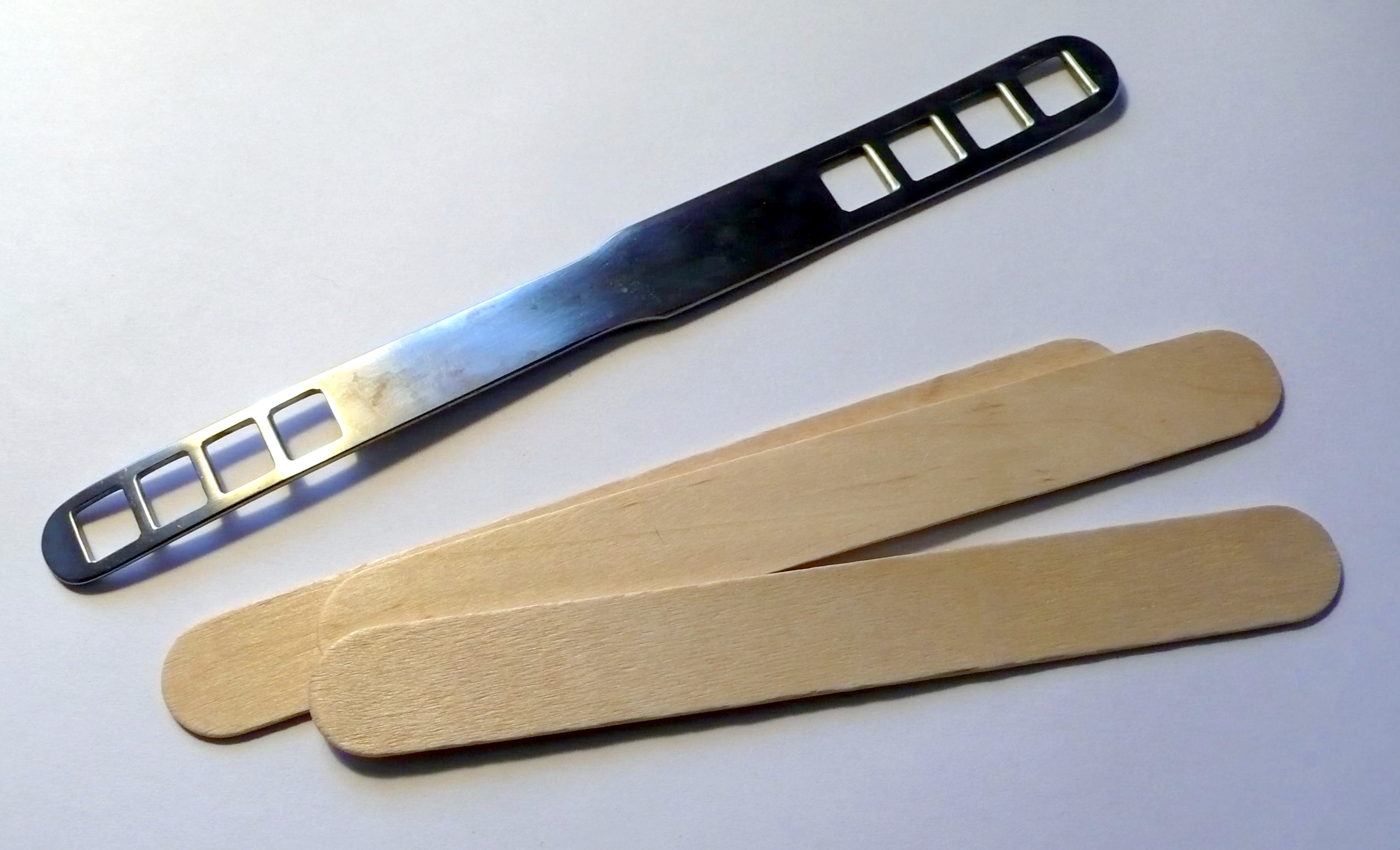
آبسلانگ

آبِسلانگ (فرانسوی: abaisse-langue) ابزاری است که در پزشکی برای فشار دادن زبان به منظور معاینه دهان و گلو استفاده می‌شود. ممکن است به آنها چوب بستنی نیز گفته شود.
معمولاً طول آبسلانگ حدود ده سانتیمتر و عرض آن دو سانتیمتر است. سطح آبسلانگ مسطح و دو سر آن تقریباً گرد است.